# سلیمان آن
سلیمان آن (انگلیسی: Souleymane Anne؛ زادهٔ ۵ دسامبر ۱۹۹۷) بازیکن فوتبال است.
وی همچنین در تیم ملی فوتبال موریتانی بازی کرده‌است.